# Огерчук, Лев Андреевич
Лев Андреевич Огерчук (21 сентября 1922 или 6 ноября 1922, Лиственичное, Иркутская губерния — неизвестно) — советский хоккеист, нападающий. Мастер спорта СССР.

## Биография
Уроженец села Лиственичное Иркутского уезда. В 1941 году за команду по хоккею с мячом «Динамо» Иркутск выступал Л. Огерчук.
После начала Великой Отечественной войны был призван 28 июня 1941 года. К февралю 1945 года в составе 1-го Прибалтийского фронта дошёл до Жемайчю-Калварии. Служил токарем, бригадиром паркового взвода в 1185-м гаубичном артиллерийском полку 60-й гаубичной артиллерийской бригады 20-й артиллерийской Оршанской дивизии прорыва РГК. После войны проходил службу в Прибалтийском военном округе.
Награждён Орденом Красной Звезды (1945), Отечественной войны II степени (1985), медалями «За боевые заслуги» (1943), «За отвагу» (1944), «За победу над Германией в Великой Отечественной войне 1941—1945 гг.».
Выступал за рижские команды по хоккею с шайбой ОДО (1948/49 — 1949/50) и «Даугава» / «Даугава-РВЗ» / «Вагоностроитель». В футбол играл за ОДО (1946—1952), «Трудовые резервы» (1955), РВЗ (1958).
В команде по хоккею с мячом ДО Рига в 1950-х годах играл Леонид Огерчук.